# Harry Fragson
Léon Philippe Pot, dit Harry Fragson, né  à Soho (Londres) le 2 juillet 1869 et mort à Paris 10e le 30 décembre 1913, est un auteur-compositeur-interprète belge ayant connu le succès en français et en anglais.

## Biographie
Harry Fragson, qui fut l'un des plus célèbres auteurs-compositeurs des années 1900 avec Mayol, Dranem, Aristide Bruant et Polin, a longtemps cultivé l'ambiguïté quant à ses origines. La publication de son extrait d'acte de naissance en 2004 met fin à tout débat : il est né à Londres, dans le quartier de Soho, d'un père français, Victor Pot, et d'une mère belge, Léontine Winand.
Il fait ses études à l'Institut de commerce d'Anvers et divertit ses camarades en jouant au piano les airs à la mode. Échouant aux examens, il tente sa chance à Paris et auditionne pour le café-théâtre des Quat'z'Arts, où il est engagé comme accompagnateur. Revenu d'un séjour à Londres, il importe en France le ragtime.
Il fait une brillante carrière au music-hall en France et au Royaume-Uni. Il innove en s'accompagnant au piano et interprète un répertoire allant du comique au romantique. Ses grands succès sont La Boiteuse, Reviens, veux-tu, Les Amis de Monsieur, Je connais une blonde, Si tu veux Marguerite.
D'après le témoignage de Maurice Chevalier, qui assistait quand il était enfant à ses spectacles comme à ceux de Dranem ou Polin, Fragson était belge, grand, chauve et laissait pousser une longue mèche de cheveux de l'arrière de sa couronne pour la rabattre sur le devant.
Il meurt à l'hôpital Ambroise Paré de Paris, à l'âge de 44 ans, des suites d'une blessure par balle tirée par son père au cours d'une dispute. Victor Pot reprochait à son fils d'avoir une liaison avec Paulette Franck,.
Après son meurtre, son demi-frère et sa famille revendiquèrent l'héritage mais, à cause d'une procédure trop lente, la totalité de ses biens revint à l'État français. Fragson possédait plusieurs résidences de luxe, des objets d'une valeur inestimable, les droits d'auteurs de tous ses succès et il était le plus gros actionnaire du canal de Panama.
Barbara a repris certains de ses titres au début de sa carrière et lui a rendu hommage dans une de ses chansons, Fragson, sur l'album Seule (1981).
L'air de sa chanson Si tu veux Marguerite est réemployé :
- Dans la chanson Chauffeur si t'es champion.
- Lors des manifestations de rue ; le refrain « Si tu veux faire mon bonheur, Marguerite, Marguerite, si tu veux faire mon bonheur, donne-moi ton cœur » est changé en  « Untel, si tu savais, ton (ta) syllabe-syllabe, ton (ta) syllabe-syllabe où on s‘ le/la met  ». Exemple : «Devaquet, si tu savais, ta réform‘, ta réform‘ ; Devaquet, si tu savais, ta réform‘, où on s‘ la met »[7].

## Créations
- Tendresses d'amants, 1900 à la Scala[8].
- Amours Fragiles[9].
- Ah ! C' qu'on s'aimait...
- L'amour boiteux, 1901 (à l'Alcazar d'été)
- La Baya, 1911[10]
- A la Martinique, 1912[11]
- Je connais une blonde
- Les Blondes

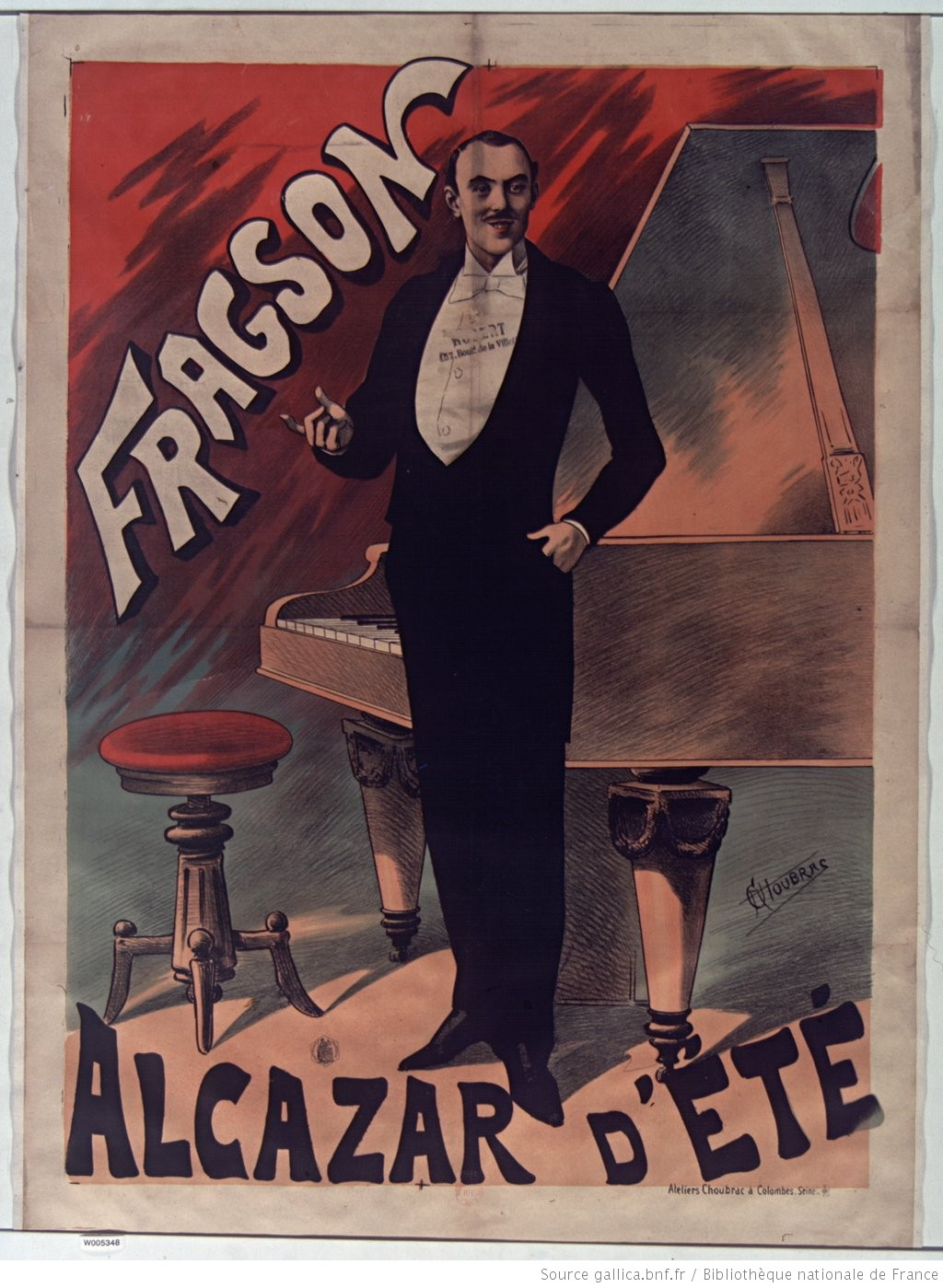
Fragson à l'Alcazar d'été.

- La Mouyette (d'après la Matchiche de Félix Mayol)
- Le Thé Tango
- Les Jaloux
- Reviens
- Souvenir tendre[12]
- Elle est de Bruxelles[13]

## Discographie
- Compilation 1903-1912, collection Chansophone, 1994

## Filmographie
- Entente cordiale, court métrage de et avec Max Linder (14 min), productions Pathé Frères, sorti en salle à Paris le 22 novembre 1912, dans lequel le chanteur et le comédien jouent leur propre rôle.
- Fragson aurait également tourné sous la direction d'Alice Guy en 1906, mais il ne subsiste aucune trace de ces films.